# Lycaugesia hypozonata
Lycaugesia hypozonata är en fjärilsart som beskrevs av George Francis Hampson 1910. Lycaugesia hypozonata ingår i släktet Lycaugesia och familjen nattflyn. Inga underarter finns listade i Catalogue of Life.